# Бенедетти, Джанлуиджи
Джанлуиджи Бенедетти (итал. Gianluigi Benedetti; род. 1 мая 1959, Рим) — итальянский дипломат.

## Биография
Родился 1 мая 1959 года в Риме. В 1982 году окончил юридический факультет университета Сапиенца.
С 1985 года работал в Генеральном директорате по экономическим вопросам МИД Италии.
С 1987 по 1991 год работал в экономическом отделе посольства Италии в Японии.
С 1991 по 1995 год работал в посольстве Италии в США. После этого работал в управлении МИД Италии по отношениям с парламентом Италии.
С 1998 по 1999 год по программе дипломатического обмена «Fellowship of Hope» работал в управлении по вопросам НАТО Государственного департамента США. После этого до 2001 года работал в отделе по политическим вопросам посольства Италии в США.
С 2001 по 2002 год — помощник министра иностранных дел Италии.
В 2003 году являлся координатором веб-сайта председательства Италии в ЕС.
С 2004 по 2006 год — глава офиса статистики МИД Италии.
С 2006 по 2011 год — дипломатический советник министра по делам государственной службы и инноваций Италии.
С 2011 года — дипломатический советник министра просвещения, университетов и научных исследований Италии. Занимался вопросами международного сотрудничества Министерства, отношениями с исследовательскими центрами.
В 2014 году являлся ответственным за подготовку председательства Италии в Совете Европейского союза. Занимался вопросами исследований и космоса, продвижения европейской программы «Партнёрство в области исследований и инноваций в Средиземноморье».
В период председательства Италии в G7 являлся ответственным за подготовку встречи министров науки стран G7, прошедшей в Турине 28-29 сентября 2014 года.
С 2012 по 2015 год являлся главой делегации Италии в Международном альянсе в память о Холокосте.
Посол Италии в Израиле (14 августа 2017 — 30 сентября 2021).
Посол Италии в Японии (c 6 октября 2021).

## Награды
- Великий офицер Ордена «За заслуги перед Итальянской Республикой» (2021)